# 락까주
락까주(아랍어: مُحافظة الرقة)는 시리아를 구성하는 14개 주 가운데 하나로, 주도는 락까이며 면적은 19,616km2, 인구는 854,000명(2007년 기준)이다. 시리아 북부에 위치하고 있고 북동쪽으로는 하사카주, 동쪽으로는 데이르에조르주, 남쪽으로는 홈스주와 인접해 있으며 남서쪽으로는 하마주, 서쪽으로는 알레포주, 북쪽으로는 터키와 인접해 있다. 주 서쪽에서 동쪽까지는 유프라테스강이 흐른다.